# Шабанов, Юрий Фёдорович
Юрий Фёдорович Шабанов (11 ноября 1937, Хабаровск — 30 марта 2010, Москва) — советский и российский шахматист, гроссмейстер (2003), судья республиканской категории (1997).
Двукратный чемпион мира среди сеньоров: Бад-Цвишенан (2003) и Галле (2004). Трёхкратный чемпион Европы в составе команды российских ветеранов (2001, 2002 и 2006). Трёхкратный чемпион Москвы среди ветеранов (2005, 2006 и 2007). Чемпион России среди ветеранов (1999). Чемпион Дальнего Востока (1961). Многократный чемпион Магаданской области — Крайний Север (1961—1980).

## Биография
Родился в 1937 году в семье главного редактора Дальневосточного издательства, но рос практически без отца, так как его отец погиб во время Великой Отечественной войны. После окончания боевых действий его семья переехала из Хабаровска сначала в Нижнеудинск Иркутской области, а затем во Львов, где с 1951 года Шабанов начал обучаться игре в шахматы.
В 1954 году, в Киеве сыграл на Всесоюзной юношеской Олимпиаде в составе сборной Украины. В полуфинале он набрал 7 очков из 9 и занял II место, а в финале — 8,5 очков из 12 — III место.
В этом же году в городе Ленинграде состоялось Всесоюзное юношеское первенство. Шабанов играл за команду Украины на 3 доске. Команда разделила 4 и 5 место с ленинградской командой.
Победитель краевого шахматного чемпионата в Хабаровске. В 1955 году, в Хабаровске — первенство детского парка по шахматам: 9 очков из 10 — I место. В 1957 году в городе Благовещенск на Амуре — зональное соревнование ведущих шахматистов Хабаровского и Приморского края, Амурской, Сахалинской и других областей. В это время Юрий Шабанов студент Магаданского горного техникума и он становится кандидатом в мастера спорта СССР, набрав 12 очков из 17 и занял I место. Позже получает право участвовать в 17 первенстве чемпионата РСФСР, состоявшегося в городе Челябинск и набирает 10,5 очков из 19 и занимает 6-9 место.
Шабанов неоднократно выигрывает Дальневосточные полуфиналы РСФСР, участвует в российских первенствах. С 1960 года он многократный чемпион Магаданской области. После окончания техникума получил диплом геолога, работал по специальности, поэтому его выступления были не столь частыми. Лишь после чемпионата общества «Труд» 1964 года, по итогам которого дальневосточник разделил первое место и выполнил звание мастера спорта СССР, шахматы выдвинулись на первый план в жизни уроженца Хабаровска.
В 1970-е годы он — один из сильнейших мастеров по шахматам. В 1978 году он вновь выиграл финал чемпионата «Труда». Регулярно участвует в полуфиналах СССР. В 1980-е годы, уже после переезда в Ярославль, где Шабанов стал работать методистом-инструктором в ДЮСШ выбился в Первую лигу советского чемпионата, где разделил пятое место.
В составе шахматного клуба Краснодарского края участвовал во 2-м клубном кубке СССР по шахматам (1990) в г. Подольске. Играя на запасной доске, выиграл золотую медаль в индивидуальном зачёте. 
В 1990-е годы трижды принимал участие в командных чемпионатах России в составе клубов «Северсталь», г. Череповец (1996, 1998) и «Феникс», г. Москва (2000). Выиграл три медали в индивидуальном зачёте: серебряную (1998) и две бронзовые (1996, 2000).
В 1996 году Ю. Ф. Шабанов стал международным мастером, потом влился в мощное российское ветеранское движение. С 2000 года проживал в Москве. Принимал участие в командных первенствах Москвы 2004—2008 года. В составе команды российских ветеранов участвовал в шести чемпионатах Европы: 2001, 2002, 2004, 2006, 2007 и 2008 годах. Участвовал в первенствах России среди ветеранов: 1999—2007. Так же он принимал участие в чемпионатах Москвы среди ветеранов 2003—2007. В составе команды Москвы, Юрий Фёдорович участвовал в традиционных матчах «Москва-Санкт-Петербург» в 2002 и 2005 году.
Звание международного гроссмейстера было присвоено за победу на 13-м чемпионате мира среди сеньоров в 2003 году. В 2004 году на 14-м чемпионате мира среди сеньоров стал двукратным чемпионом мира среди ветеранов.
Из-за тяжёлой болезни с 2008 года прекратил участие в крупных шахматных соревнованиях.
Скончался 30 марта 2010 года.
В 2012 и 2017 прошли турниры ветеранов памяти Юрия Шабанова.

## Спортивные достижения
| Год  | Город          | Турнир                                                                      | + | − | =  | Результат | Место    |
| ---- | -------------- | --------------------------------------------------------------------------- | - | - | -- | --------- | -------- |

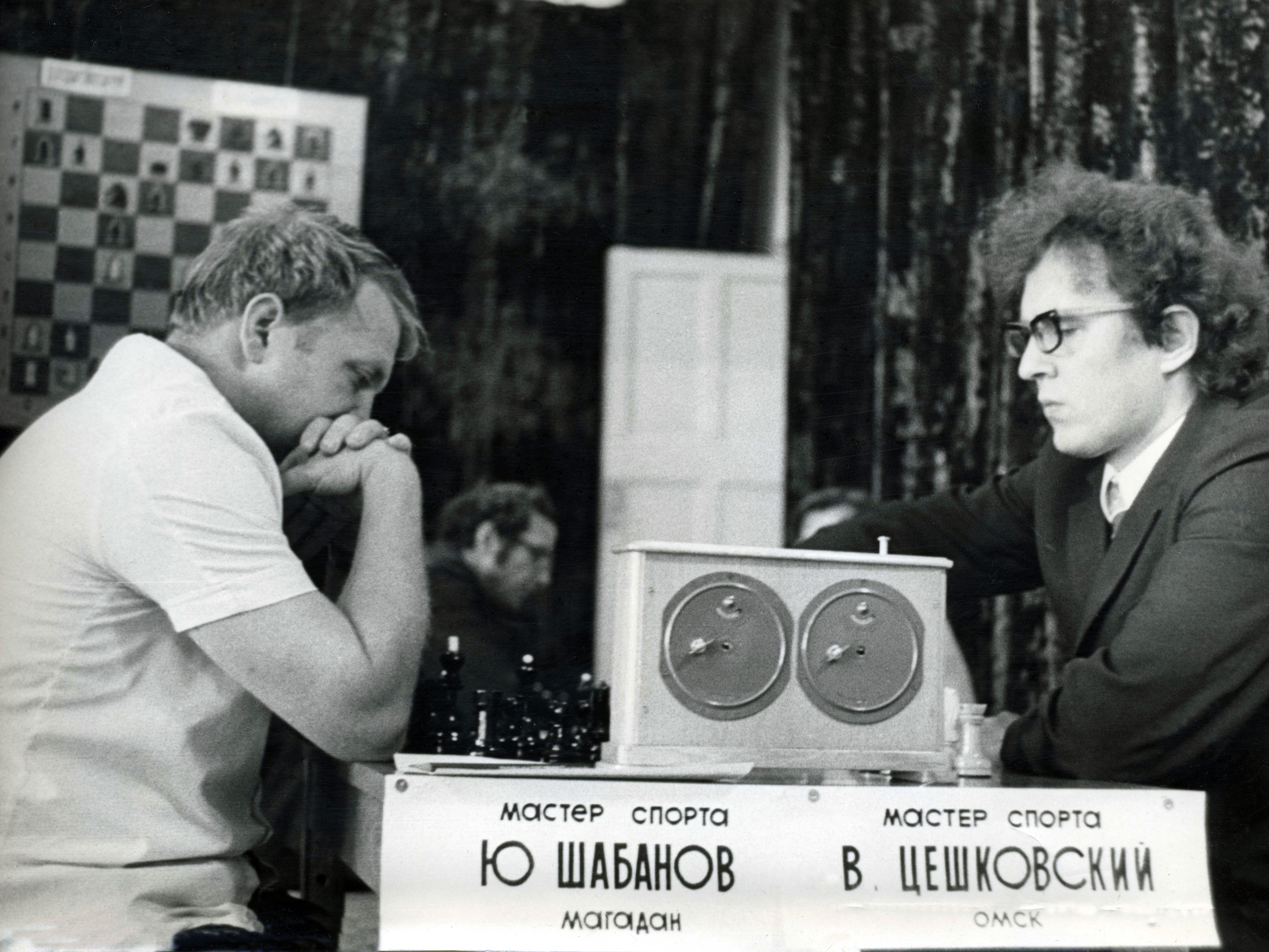
На чемпионат РСФСР в Омске в 1973 году во время партии против В. Цешковского (справа).

| 1956 | Иркутск        | Зональный турнир Первенства РСФСР зона Сибири и Дальнего Востока            |   |   |    | 9½ из 13  | III-IV   |
| 1957 | Благовещенск   | Зональный турнир Первенства РСФСР зона Сибири и Дальнего Востока            |   |   |    | 12 из 17  | I        |
| 1957 | Челябинск      | 17-е Первенство РСФСР (Челябинский полуфинал)                               |   |   |    | 10½ из 19 | VI-IX    |
| 1957 |                | Присвоено звание Кандидата в Мастера Спорта СССР                            |   |   |    |           |          |
| 1959 | Благовещенск   | Спартакиада РСФСР (Дальневосточная Зона)                                    |   |   |    | 6½ из 8   | I        |
| 1961 | Хабаровск      | Чемпионат Дальнего Востока                                                  |   |   |    | 10½ из 13 | I        |
| 1963 | Ростов-на-Дону | 1/2 Финала ЦС ДСО "Труд"                                                    |   |   |    | 10 из 13  | I        |
| 1964 | Каменск        | III Финал ЦС ДСО "Труд"                                                     |   |   |    | 12½ из 17 | I-II     |
| 1964 |                | Выполнена норма Мастера Спорта СССР                                         |   |   |    |           |          |
| 1964 | Рига           | Малый Чемпионат ВЦСПС (II группа)                                           |   |   |    | 6 из 9    | II       |
| 1965 | Чебоксары      | Полуфинал 33 Первенства СССР                                                |   |   |    | 9 из 16   | VII-VIII |
| 1967 | Ленинград      | Финал спартакиады РСФСР                                                     |   |   |    | 6½ из 11  |          |
| 1969 | Свердловск     | Отборочный турнир к 37-му Чемпионату СССР                                   |   |   |    | 12 из 17  | I-III    |
| 1969 | Барнаул        | Полуфинал 37-го Чемпионата СССР                                             |   |   |    | 9 из 17   | VIII-IX  |
| 1971 | Москва         | Финал ЦС ДСО "Труд" (1/4 Финала СССР)                                       |   |   |    | 10 из 17  | III-V    |
| 1971 | Даугавпилс     | Полуфинал Чемпионата СССР                                                   |   |   |    | 8½ из 17  | VII-VIII |
| 1972 | Ростов         | Финал чемпионата РСФСР,1/4 финала СССР                                      |   |   |    | 11 из 19  | V-VI     |
| 1972 | Ужгород        | Полуфинал чемпионата СССР                                                   |   |   |    | 10½ из 17 | II-V     |
| 1973 | Омск           | 29 финал чемпионата РСФСР                                                   |   |   |    | 6 из 15   | 13       |
| 1973 | Фрунзе         | Полуфинал СССР                                                              |   |   |    | 7½ из 15  | IX-XI    |
| 1974 | Тула           | 30-й чемпионат РСФСР                                                        |   |   |    | 5½ из 15  | 13-14    |
| 1977 | Бельцы         | Отборочный турнир к Первенству СССР                                         |   |   |    | 5½ из 13  |          |
| 1978 | Астрахань      | Финал ЦС ДСО "Труд"                                                         |   |   |    | 10½ из 15 | I-II     |
| 1978 | Краснодар      | Финал 7-й Спартакиады РСФСР                                                 |   |   |    | 6½ из 11  | VII      |
| 1981 | Владимир       | 35-й Чемпионат РСФСР                                                        |   |   |    | 8 из 15   | VII      |
| 1982 | Ставрополь     | 36-й Чемпионат РСФСР                                                        |   |   |    | 7 из 14   | IX-X     |
| 1983 | Краснодар      | Финал 8-й Спартакиады РСФСР                                                 |   |   |    | 5 из 11   | IX       |
| 1985 | Бердянск       | IV Финал ВС ДСО (Труд)                                                      |   |   |    | 8½ из 15  | III      |
| 1985 | Кострома       | Отборочный турнир 53 Чемпионата СССР                                        | 1 | 1 | 15 | 8½ из 17  | VIII-X   |
| 1985 | Тбилиси        | Мемориал Александра Котова                                                  | 3 | 0 | 8  | 7 из 11   | II       |
| 1987 | Курск          | Чемпионат РСФСР                                                             | 4 | 2 | 11 | 9½ из 17  | VI-IX    |
| 1990 | Ярославль      | Международный турнир "Ярославль-90"                                         | 3 | 1 | 6  | 6 из 10   | II-VI    |
| 1990 | Куйбышев       | 43-й Чемпионат РСФСР                                                        | 2 | 2 | 11 | 7½ из 15  | VIII     |
| 1990 | Сочи           | Мемориал Михаила Чигорина                                                   | 3 | 1 | 7  | 6½ из 11  | V        |
| 1991 | Сочи           | Международный турнир                                                        |   |   |    | 6½ из 11  | IV-VI    |
| 1992 | Орёл           | 45-й Чемпионат России                                                       | 2 | 2 | 7  | 5½ из 11  | IX-XII   |
| 1996 | Элиста         | 49-й чемпионат России                                                       | 2 | 3 | 6  | 5 из 11   | 40       |
| 1999 | Москва         | Финал чемпионата России среди ветеранов                                     |   |   |    | 7½ из 9   | I        |
| 1999 | Гладенбах      | 9-й чемпионат мира среди ветеранов                                          | 6 | 1 | 4  | 8 из 11   | V-XI     |
| 2000 | Rowy           | 10-й чемпионат мира среди ветеранов                                         |   |   |    | 8 из 11   | IV       |
| 2001 | Дрезден        | Командный чемпионат Европы среди ветеранов                                  |   |   |    | 5½ из 7   | I        |
| 2001 | Арко           | 11-й чемпионат мира среди ветеранов                                         |   |   |    | 8 из 11   | IV-X     |
| 2002 | Дрезден        | Командный чемпионат Европы среди ветеранов                                  |   |   |    | 5 из 6    | I        |
| 2003 | Ашдод          | Международный Открытый Шахматный Чемпионат в Израиле                        |   |   |    | 5 из 9    | 41       |
| 2003 | Тула           | Мемориал им. Михаила Ботвинника среди ветеранов                             |   |   |    | 6½ из 10  | I        |
| 2003 | Бад-Цвишенан   | 13-й чемпионат мира среди ветеранов                                         | 7 | 0 | 4  | 9 из 11   | I        |
| 2004 | Дрезден        | Командный чемпионат Европы среди ветеранов                                  |   |   |    | 4½ из 7   | III      |
| 2004 | Арвье          | 4-й Чемпионат Европы среди ветеранов                                        |   |   |    | 6 из 9    | VI       |
| 2004 | Галле          | 14-й чемпионат мира среди ветеранов                                         | 6 | 0 | 5  | 8½ из 11  | I        |
| 2005 | Москва         | Чемпионат г.Москвы среди ветеранов                                          |   |   |    | 7½ из     | I        |
| 2006 | Дрезден        | Командный чемпионат Европы среди ветеранов                                  |   |   |    | 4½ из 7   | I        |
| 2006 | Москва         | II Международный шахматный фестиваль Moscow Open 2006 (Турнир А - ветеран)  |   |   |    | 5½ из     | I        |
| 2006 | Москва         | Чемпионат г.Москвы среди ветеранов                                          |   |   |    | 6 из      | I        |
| 2007 | Москва         | III Международный шахматный фестиваль Moscow Open 2007 (Турнир А - ветеран) |   |   |    | 5 из      | I        |
| 2007 | Москва         | Чемпионат г.Москвы среди ветеранов                                          |   |   |    | 6 из      | I        |
| 2007 | Дрезден        | Командный чемпионат Европы среди ветеранов                                  |   |   |    | 6 из 8    | II       |
| 2007 | Гмунден        | 17-й чемпионат мира среди ветеранов                                         | 6 | 0 | 5  | 8½ из 11  | II-IV    |
| 2008 | Дрезден        | Командный чемпионат Европы среди ветеранов                                  |   |   |    | 6½ из 9   | III      |

## Изменения рейтинга
| Графики недоступны из-за технических проблем. См. информацию на Фабрикаторе и на mediawiki.org. |